# Laajaluoto
Laajaluoto är en ö i Finland. Den ligger i sjön Kyyvesi och i kommunerna Sankt Michel och Kangasniemi och landskapet Södra Savolax, i den södra delen av landet, 230 km nordost om huvudstaden Helsingfors. Öns area är 1 hektar och dess största längd är 190 meter i öst-västlig riktning.